# Remember the Titans
Remember the Titans är en amerikansk film från 2000 i regi av Boaz Yakin.

## Handling
Filmen handlar om fördomar, men också om att ta sig igenom dem och skapa långvarig vänskap. Filmen utspelar sig 1971 i Virginia, USA, där rasdiskriminering vid denna tid ännu var ganska vanlig.
Vita skulle endast gå i skolor för vita elever och svarta fick endast gå i skolor med svarta elever. Filmen är en sann berättelse om en skola med ett lag i sporten amerikansk fotboll som slår sig samman - svarta och vita. Till en början blir det inte lyckat och ingen kan hålla sams, inte ens tränarna som har olika hudfärg men de får lära sig att komma överens och bli vänner. Fotbollslaget "The Titans" vann otroligt många segrar och blev delstatsmästare.

## Rollista (urval)
- Denzel Washington - tränare Herman Boone
- Will Patton - tränare Bill Yoast
- Wood Harris - Julius Campbell
- Ryan Hurst - Gerry Bertier
- Donald Faison - Petey Jones
- Craig Kirkwood - Jerry 'Rev' Harris
- Ethan Suplee - Louie Lastik
- Kip Pardue - Ronnie 'Sunshine' Bass
- Hayden Panettiere - Sheryl Yoast
- Nicole Ari Parker - Carol Boone
- Kate Bosworth - Emma Hoyt
- Earl Poitier - Blue Stanton
- Ryan Gosling - Alan Bosley
- Burgess Jenkins - Ray Budds
- Neal Ghant - Glascoe
- Marion Guyot - Mrs. Jean Bertier